# Elena Stassova
Pour les articles homonymes, voir Stassova.
Elena Dmitrievna Stassova (en russe : Елена Дмитриевна Стасова), née le 3 octobre 1873 à Saint-Pétersbourg et morte le 31 décembre 1966 à Moscou, est une militante et dirigeante bolchévique, secrétaire du parti bolchévique et leader d’organisations communistes internationales.

## Premiers pas dans l'action révolutionnaire
Elena Stassova est issue d’une célèbre famille de l’intelligentsia russe, les Stassov. Son grand-père Vassili est un architecte de renom, son oncle, Vladimir, un critique slavophile célèbre, ami de Moussorgski, fondateur, en 1859, de la Société musicale russe. Son père, Dmitri Stassov (1828-1918) est quant à lui un avocat réputé du barreau de la capitale, auteur de nombreux essais de droit, et sa tante la féministe Nadejda Stassova.
Jusqu'à son adolescence, Elena Stassova suit les leçons d’un précepteur. Elle entre ensuite au lycée où elle fait preuve de bonnes aptitudes puisqu’elle obtient son certificat de maturité en 1890, à 17 ans, avec une médaille d'or. Diplômée en langue russe et en histoire, elle souhaite suivre des études médicales mais suivant en cela la tradition familiale tournée vers la philanthropie, elle choisit ensuite l’enseignement. Institutrice dans une école de jeunes filles, elle donne des cours le dimanche dans les quartiers ouvriers, activité qui lui fait rencontrer Nadejda Kroupskaïa en 1893.
Influencée par son père qui la soutient dans cette voie, elle combat l’autocratie et commence peu à peu à s’intéresser au marxisme. Dès 1898, elle devient un membre actif de « l’Union de lutte pour la libération de la classe ouvrière », fondée trois ans plus tôt par Lénine, et embryon du prochain POSDR.
Lors de la création du nouveau parti, elle prend très rapidement des responsabilités, compte tenu des arrestations nombreuses de membres plus anciens qui déciment l'appareil. Devenue experte dans l’indispensable gestion du secret, elle gère les détails matériels, recherchant de locaux pour tenir les réunions, abriter des militants, imprimer les tracts et distribuer les journaux.
Secrétaire du Comité, responsable du POSDR dans le nord de l’Empire, elle voyagea dans toute la Russie. Emprisonnée pour avoir diffusé des œuvres hostiles au gouvernement, elle sortit de prison quelques mois plus tard avec l’aide de son père et son frère, magistrat, qui réussissent à la faire libérer sous caution.
Sans abandonner ses activités révolutionnaires, elle s’exile en Suisse en 1905, puis passe l’année suivante en Finlande pour organiser une contrebande d’armes et de propagande avec la Suède. Malade, elle est envoyée en 1907 dans le Caucase pour y améliorer sa santé. Elle représente le POSDR à Tiflis et côtoie alors les deux chefs locaux, Staline (alias Koba) et Ordjonikidze. Elle y prépare la conférence de Prague de 1912, moment où, après la réunification en 1906 entre bolchéviques et menchéviques, les premiers se séparent définitivement des seconds.
Arrêtée en Georgie en juin 1912, elle est ensuite déportée dans le gouvernement du Ienisseï, où les conditions sont relativement sévères. Elle reste en Sibérie jusqu’en 1916, date à laquelle, malade, elle obtient du pouvoir tsariste de venir se soigner à Saint-Pétersbourg.

## Secrétaire du comité central du Parti bolchévique
C’est dans la capitale que la surprend la révolution de février. Membre du comité central, Elena Stassova joue, une fois encore, un rôle important dans l’organisation matérielle du Parti. Elle est chargée des aspects techniques et répond aux innombrables problèmes qui se posent avec la légalisation. Elle enregistre ainsi, rôle clé du secrétariat, les bolcheviks qui sortent de clandestinité et met sur pied tout le fonctionnement de la structure. Stassova tient les comptes rendus des réunions du Comité central, gère les comptes financiers du Parti et enfin coordonne l’action des cellules ouvrières dans les usines et les ateliers.

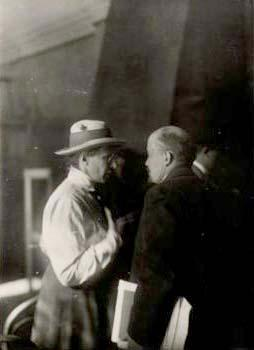
Elena Stassova en discussion avec Lénine lors du Congrès du Komintern de 1920.

Du fait de l’importance de ses responsabilités, elle est rapidement cooptée au sein du comité central du Parti. Elle est alors en contact permanent avec Lénine et soutient quand il le faut le projet d’insurrection armée qui donne en novembre 1917 le pouvoir au POSDR.
En 1918, elle entre au présidium de la Tcheka de Petrograd. Adjointe de Sverdlov dans un secrétariat qui prend de plus en plus d'ampleur avec l'arrivée au pouvoir, elle succède à son collègue en mars 1919 après sa disparition brutale. Elle met toute son énergie à améliorer l'organisation de l'administration centrale du Parti — l'Orgburo — avec des résultats variables, au point de pousser Lénine à créer en avril 1920 une direction collégiale pour améliorer l'efficacité de l'appareil. Elle est ainsi remplacée par Krestinski associé à deux autres secrétaires, Serebriakov et Preobrajenski, ce dernier se révélant, du fait des circonstances, le plus actif des trois. Avec moins de 100 permanents au début de 1919, lors de sa création, le secrétariat du Parti en comptera plus de 600 en mars 1921.
Le fichier des militants difficilement achevé en 1922, Staline prendra les rênes, inaugurant la fonction nouvelle de secrétaire général considérée, à tort, de niveau secondaire car technique par les leaders les plus en vue comme Trotski, Zinoviev ou Kamenev.
En 1920, Elena Stassova se rend à Bakou pour préparer le premier et unique Congrès des peuples de l'Orient, manifestation qui aura un fort retentissement dans tout l’ancien empire tsariste, notamment dans les provinces musulmanes. À cette époque, elle commence aussi à œuvrer au sein du nouveau Komintern, organisme qui va appuyer le développement du communiste international.
En mai 1921, elle est envoyée en Allemagne pour le représenter mais aussi contrôler les prises de position du KPD. Camouflée sous une fausse identité, elle acquiert la nationalité allemande grâce à un mariage blanc et reste dans le pays jusqu’en 1926.

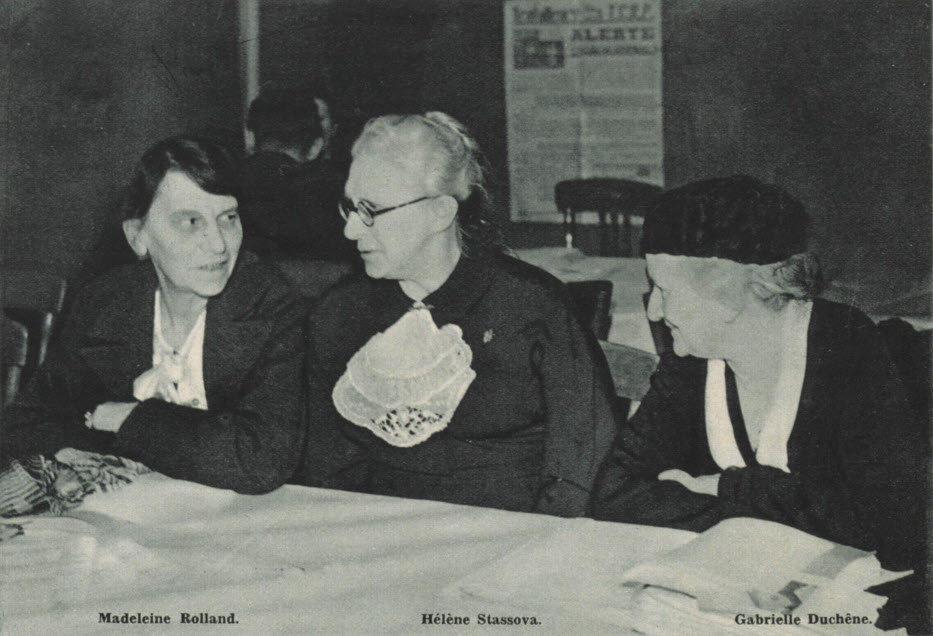
Madeleine Rolland, Elena Stassova (au milieu) et Gabrielle Duchêne en août 1934 au rassemblement mondial des femmes.

Madeleine Rolland, Elena Stassova et Gabrielle Duchêne (à droite) en août 1934 au rassemblement mondial des femmes.
Présidente du Secours rouge international à sa création en décembre 1922, elle assure jusqu’en 1937 cette direction qui lui fait connaître et apprécier Clara Zetkin, qui œuvre à ses côtés. Elle en fait, sous couvert de charité, un instrument efficace de propagation du communisme à l'étranger. Dernière action avant sa retraite politique, qui sera parallèle à la montée au pouvoir de Staline, Stassova intervient en août 1932 à Amsterdam au Congrès mondial de lutte contre la guerre impérialiste, manifestation pacifiste lancée par Romain Rolland et Henri Barbusse qui sert de tribune aux communistes soviétiques. Marcelle Leroy correspond avec elle pour agrandir le nombre de membres de l'antenne belge du Comité mondial des femmes contre la guerre et le fascisme (CMF).

## Mise en retrait
À la fin des années 1930, Stassova est peu à peu mise à l’écart. Plusieurs sources indiquent que cette relative obscurité lui vaut sans doute d'être épargnée. Divers témoignages montrent pourtant que Staline avait des griefs contre elle au plus fort des purges. Plus encore, elle fut de 1934 à 1943 membre de la Commission internationale de contrôle du Komintern, dont tous les participants furent liquidés.
Elle réussit à échapper à toute arrestation. Ses prises de position téméraires en pleine « Iejovtchina » témoignent d'un certain courage. Elle défend ainsi publiquement, comme elle l'aurait fait à la tête du SRI, les victimes de la répression, souhaitant organiser pour eux des collectes de vêtements et de colis de nourriture. Les employés du Magazine international de littérature qu’elle dirige à partir de 1939 et dont elle conservera la direction jusqu'en 1946, terrorisés par cette initiative, se garderont bien de suivre cette recommandation.
Elena Stassova est ainsi le seul dirigeant de ce niveau et de cette génération à avoir échappé à la liquidation. Elle fut aussi l'une des très rares femmes, avec Alexandra Kollontaï et Inès Armand, à occuper des postes de premier plan au sein d'un Parti qui resta très mesuré dans ce domaine.
Mise à la retraite à la fin de la guerre, elle a ensuite, durant les années 1950 et 1960, publié plusieurs livres de souvenirs, tous consacrés à la défense des vieux bolchéviques malmenés sous Staline dont l’un, saluant vigoureusement l’action et la personnalité de Boukharine, lui vaut, en 1948, un blâme du Comité central. Lors du XXe congrès du Parti communiste soviétique, les révélations de Khrouchtchev lui furent si pénibles qu'elle quitta la séance en larmes pour ne plus y retourner. Elle condamna ensuite, lors du congrès de janvier 1959, où un hommage lui fut rendu par le Parti, dans un discours, les excès de la politique stalinienne. Stassova resta toutefois mesurée dans ses propos, d'abord parce qu'elle ne souhaitait pas éloigner les jeunes générations du communisme par excès de critiques et ensuite parce que vieille militante jusqu'au bout, elle estimait que le régime qu'elle avait contribué à installer prouverait finalement qu'il a été capable d'améliorer la vie des Soviétiques.
Dernière représentante des fondateurs du POSDR, elle mourut à 93 ans, le 31 décembre 1966, à Moscou. Ses cendres sont placées dans le mur du Kremlin.
Création en 1933 par le Secours rouge international lorsqu'elle le présidait, d'une école à Ivanovo accueillant les enfants de militants emprisonnés du monde entier — dont de nombreux Allemands lors de son ouverture — a été baptisée du nom d'Elena Stassova (Ivanovo International Boarding School connue aussi sous le nom d'Interdom). Elle est devenue aujourd'hui un orphelinat.